# National Academy of Engineering
The National Academy of Engineering, NAE, grundades 1964 och är USA:s oberoende institution för bevakande av ingenjörsvetenskapen. NAE arbetar främst på regeringens eller departementens uppdrag, men också självständigt enligt riktlinjer uppställda av kongressen.